# Baba Hârca
Baba Hârca este un personaj din mitologia românească. Este o vrăjitoare care încheagă apele și trăiește izolată într-o văgăună sau deasupra unui copac mare. Adesea, basmele o prezintă dând sfaturi utile unor flăcăi cinstiți, angajați într-o luptă. Este așadar și un personaj benefic.

## Muzică
„Baba Hârca” este numele primei operete românești, compuse de Alexandru Flechtenmacher pe text de Matei Millo. Premiera a avut loc pe 26 decembrie 1848 la Teatrul cel Mare al Moldovei din Iași. 

## Teatru radiofonic
Baba Hârca – operetă vrăjitorie de Matei Millo pe muzică de Alexandru Flechtenmacher. Adaptarea radiofonică: Constantin Paiu. Regia artistică: Constantin Sava și Constantin Paiu. În distribuție: Miluță Gheorghiu, Puiu Vasiliu, Liana Mărgineanu, Constantin Sava, Valeriu Burlacu, Constantin Cadeschi, Traian Ghițescu, Virginica Bălănescu. Acompaniază formațiile coral-instrumentale dirijate de Mihai Vieru și Ionel Gotescu. Regia tehnică și de studio: Constantin Pintilie. Montajul: Constantin Munteanu. Ilustrația muzicală și sonorizarea: Cornel Popescu. Înregistrare din anul 1970.  Producție a Teatrului Național Radiofonic.
Carte de copii- Baba Harca sau Copiii Minunati Arhivat în 22 ianuarie 2011, la Wayback Machine.